# Rijksbeschermd gezicht Heerlen - Tempsplein e.o.
Het rijksbeschermd gezicht Heerlen - Tempsplein e.o. is een van rijkswege beschermd stadsgezicht in Heerlen in de Nederlandse provincie Limburg.

## Beschrijving gebied
De omgeving Tempsplein is een stedelijk uitbreidingsplan van de architect-stedenbouwkundige Jan Stuyt uit 1913. Het plan dateert uit een periode dat Heerlen, door de bloeiende kolenmijnbouw, een snelle ontwikkeling doormaakte. Kern van het plan zijn twee stadspleinen, het Tempsplein en het Burgemeester De Hesseleplein - voorheen Lindeplein genoemd. Feitelijk zijn er nog twee pleinen, de rotonde Coriovallumstraat-Kruisstraat-Schoolstraat en een pleinachtige verbreding in de Laan van Hovell tot Westerflier - voorheen Vredestraat. Wellicht werd Stuyt bij zijn ontwerp geïnspireerd door Engelse voorbeelden. Stuyt had enkele jaren eerder een studiereis gemaakt naar Engeland, waar hij onder andere de tuinstad Letchworth Garden City had bezocht.
De buurt heeft voornamelijk een woonfunctie met enkele voorzieningen waaronder twee kerken, twee scholen en een openbare bibliotheek. Later, in de jaren 1970, werd binnen het plangebied het Thermenmuseum gerealiseerd.

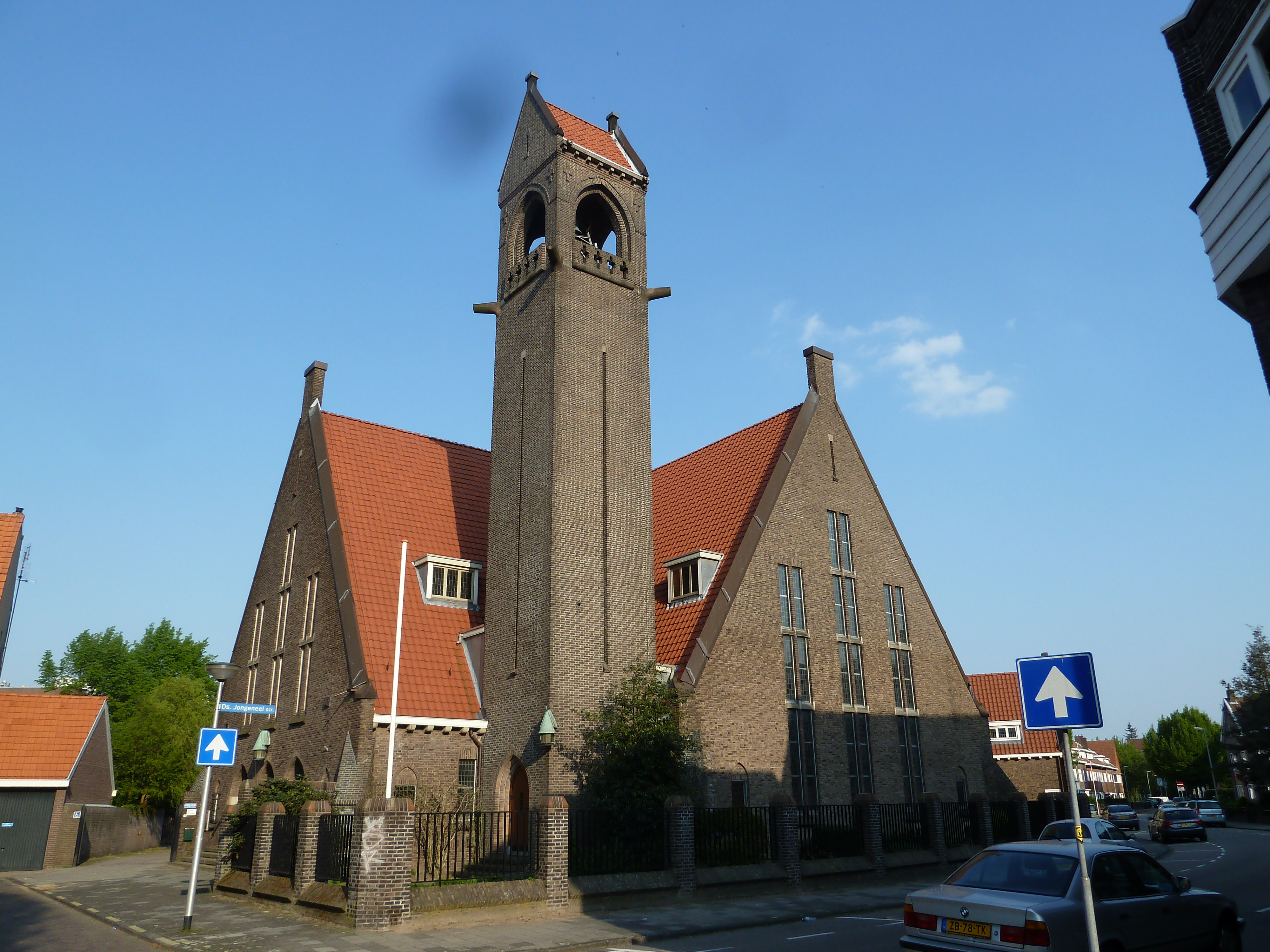
Tempsplein, protestantse kerk
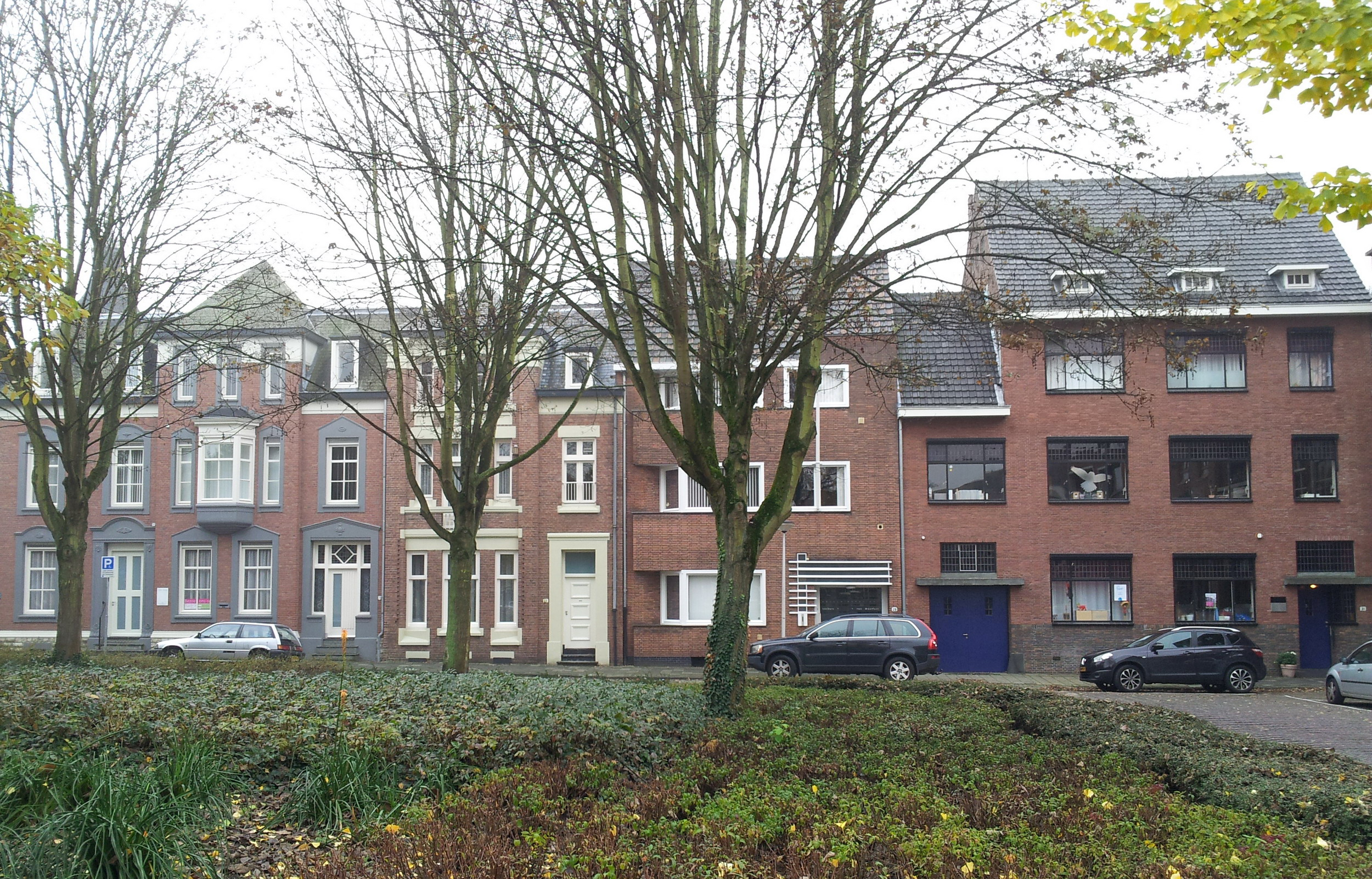
Tempsplein, noordwesthoek
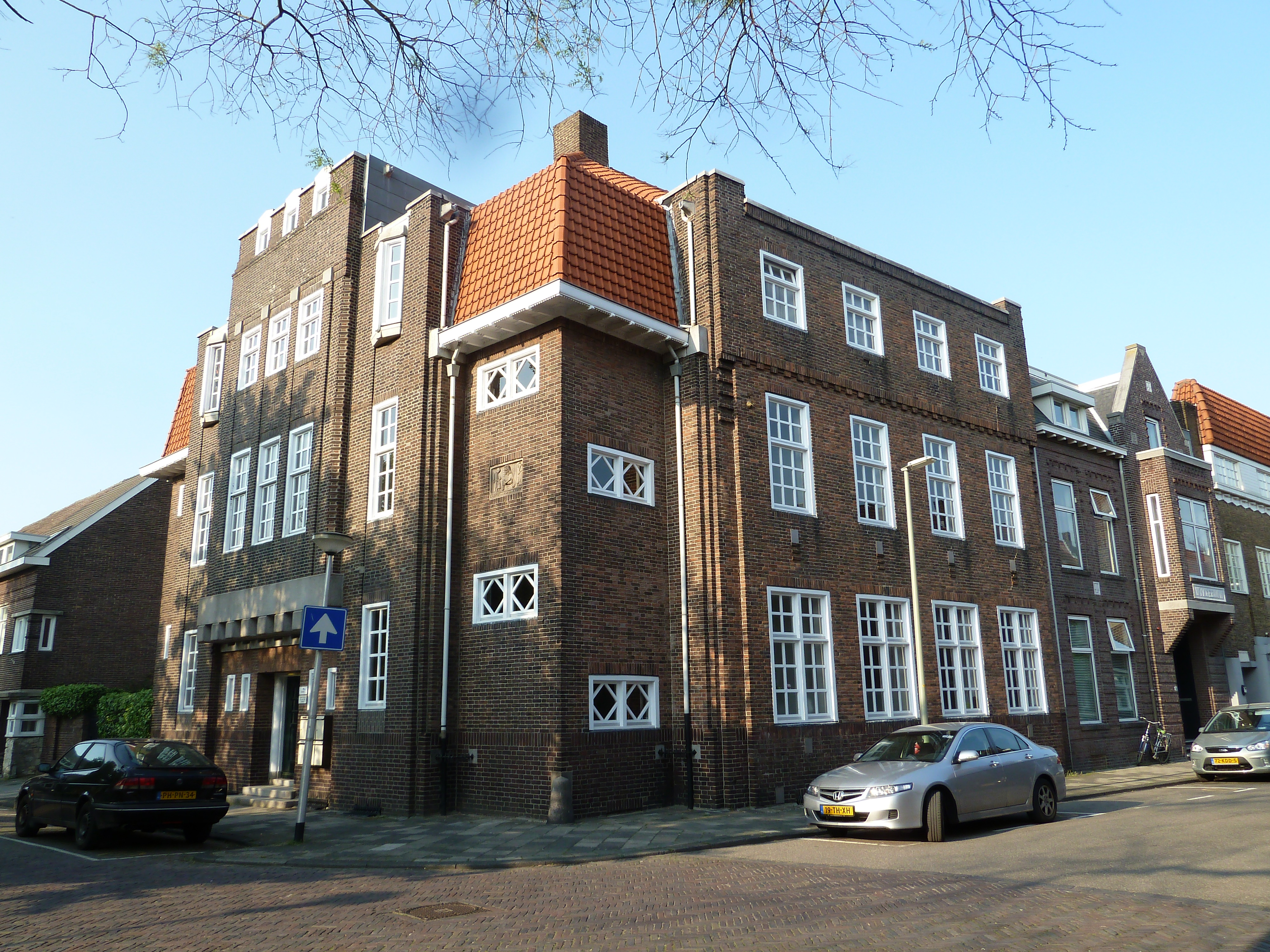
Tempsplein-Kapelaan Berixstraat
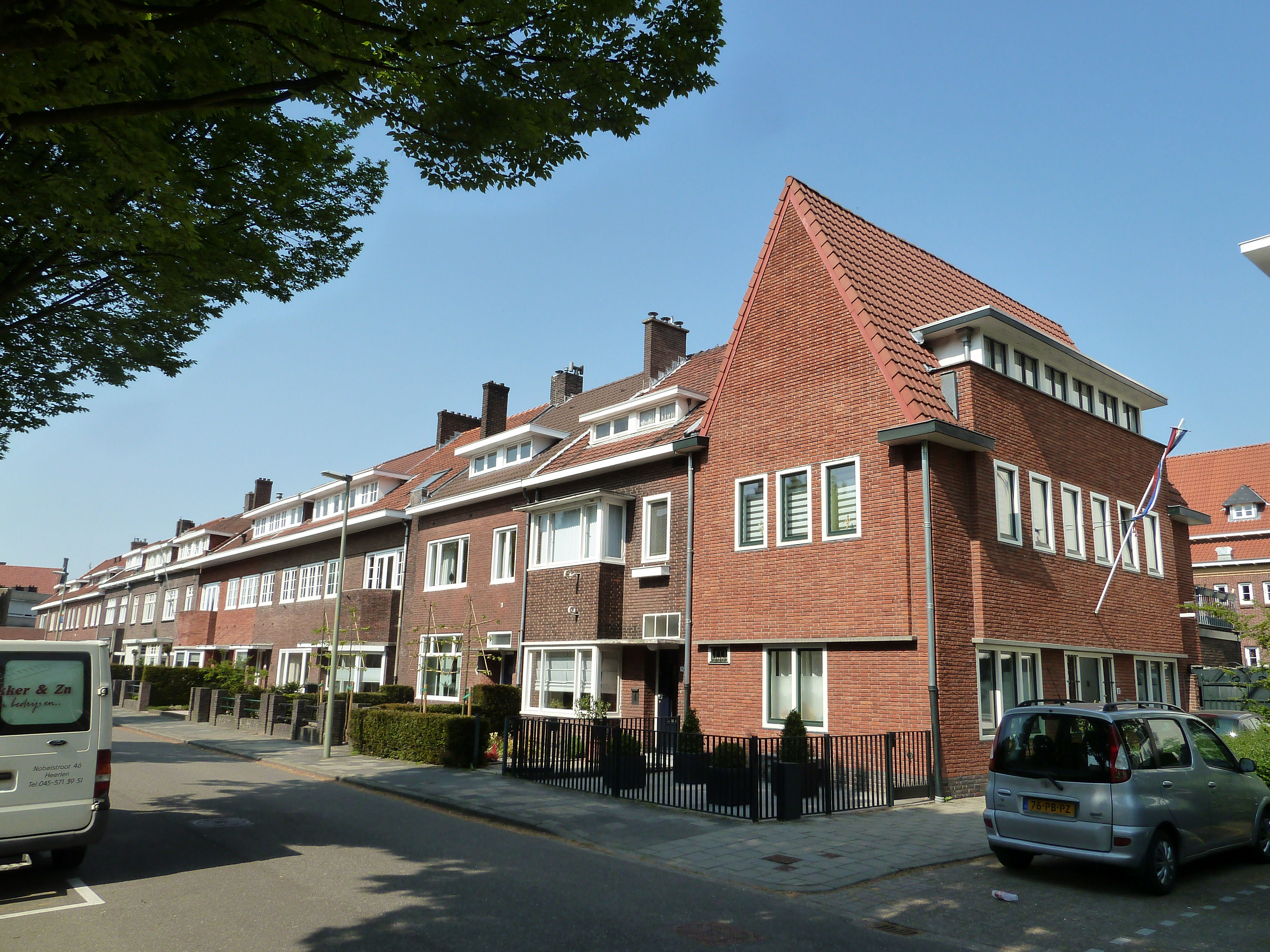
Laan van Hövell tot Westerflier
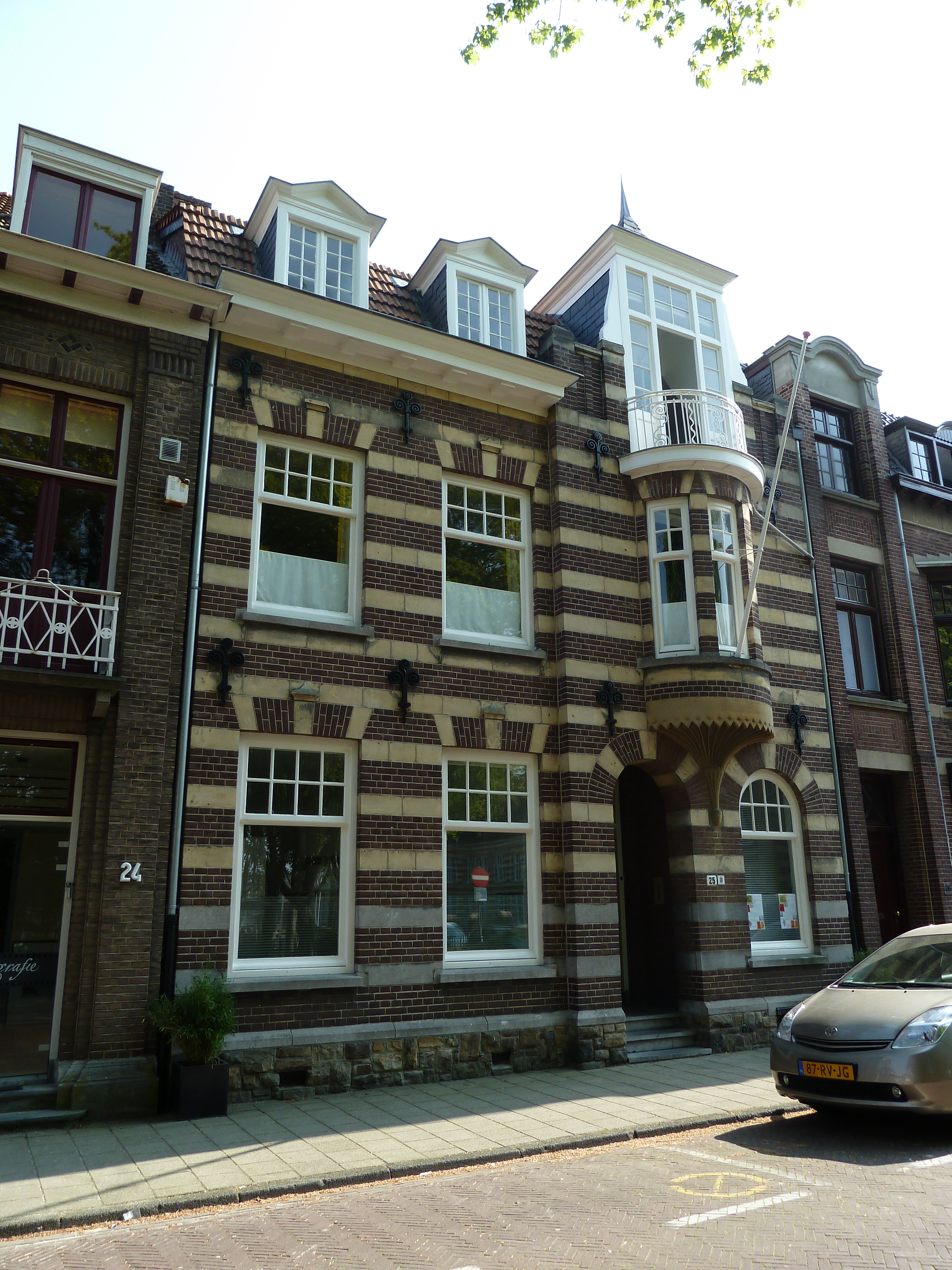
Burgemeester de Hesselleplein
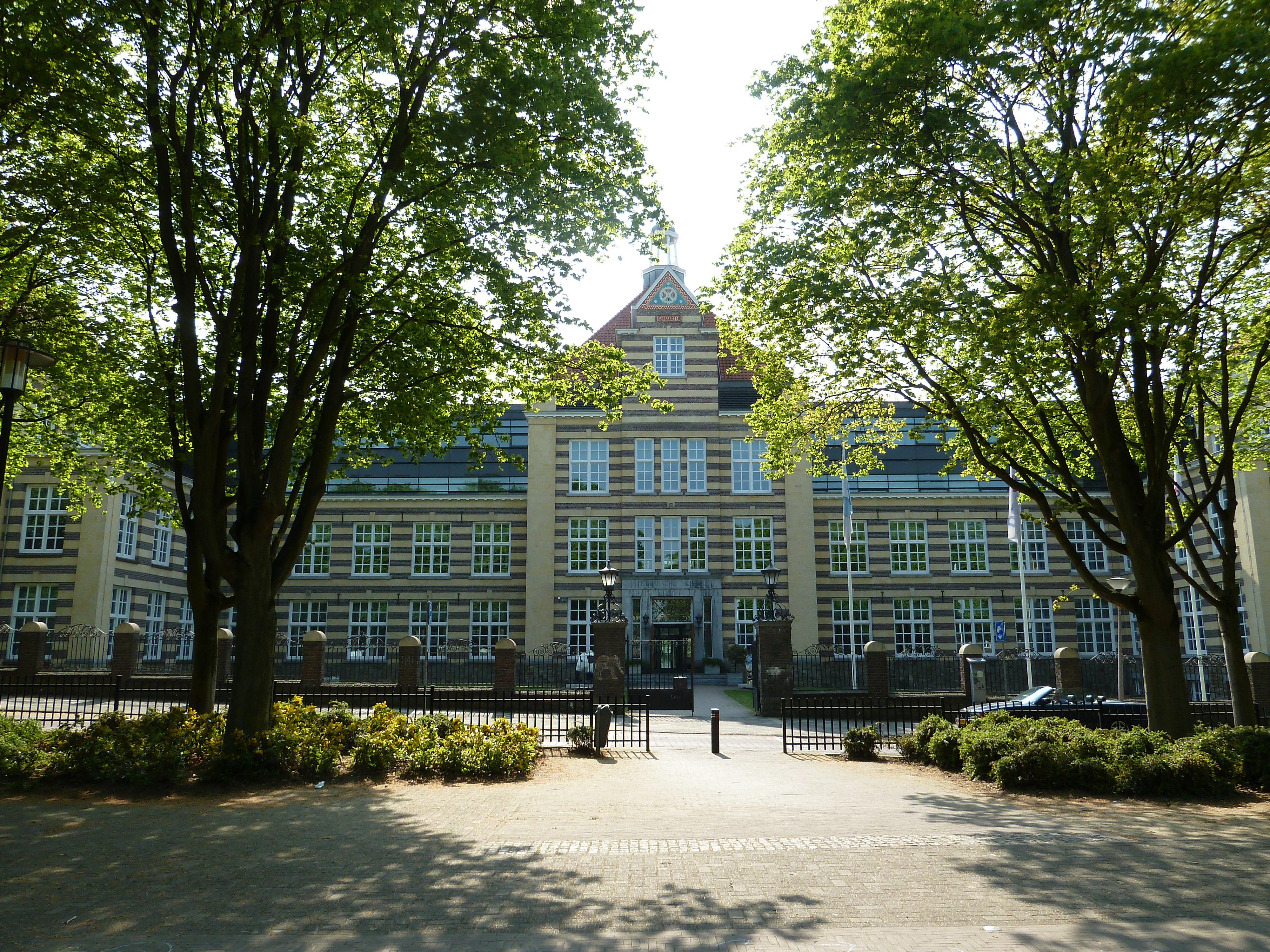
Burg. De Hesselleplein, Ambachtschool
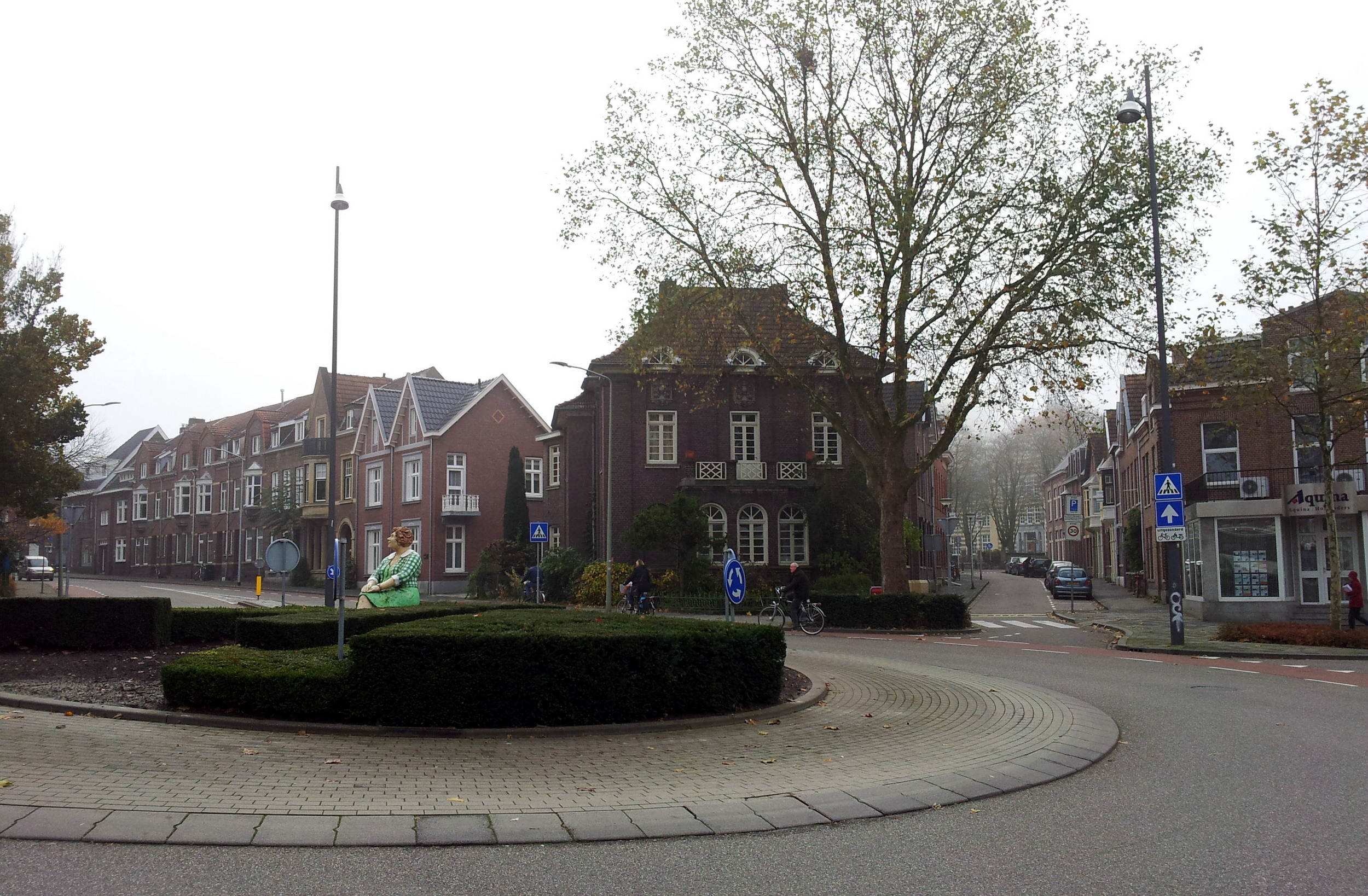
Rotonde Kruisstraat-Schoolstraat
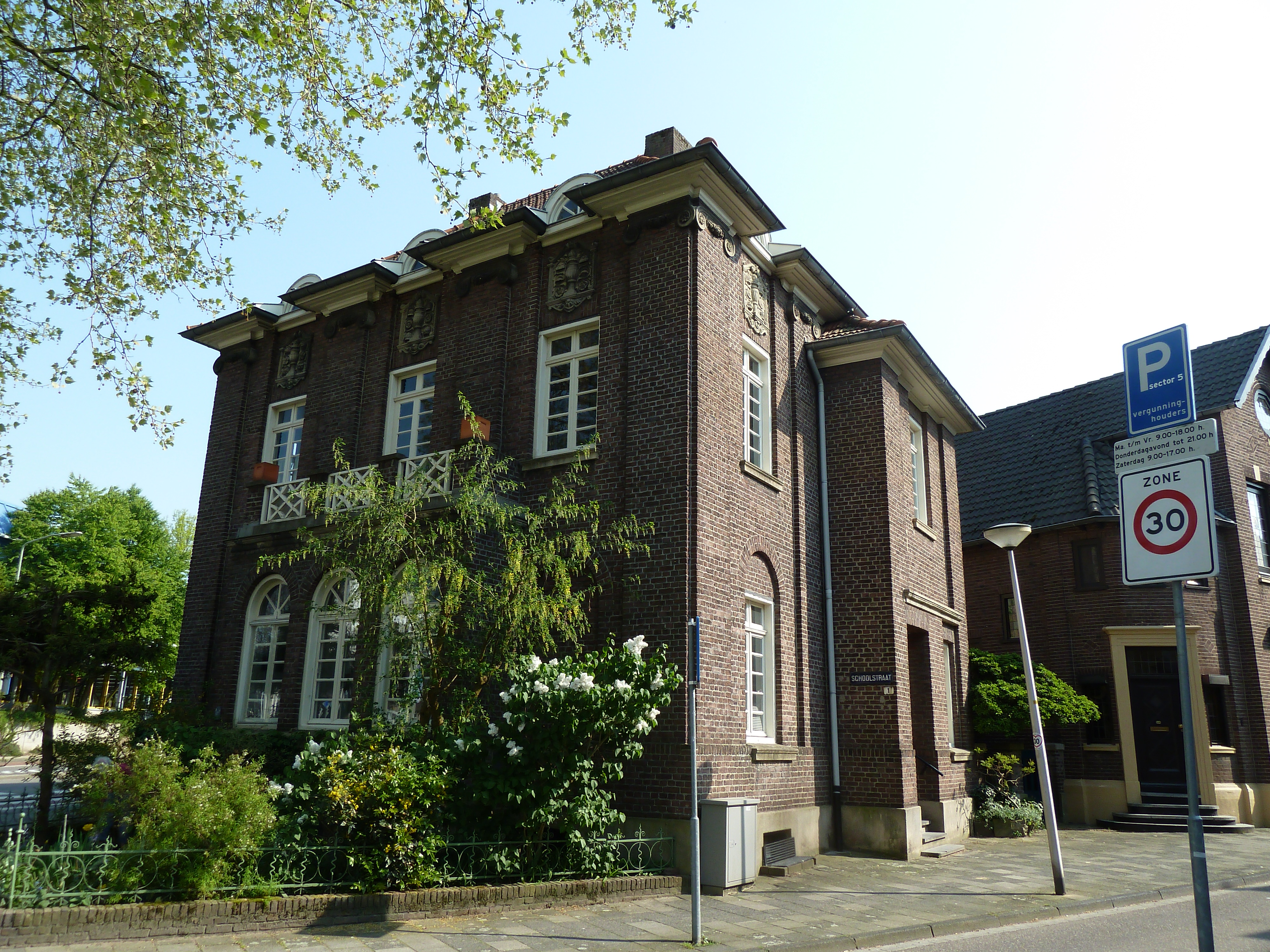
Villa Schoolstraat

## Aanwijzing tot rijksbeschermd gezicht
De procedure voor aanwijzing werd gestart op 16 juli 2004. Het gebied werd op 15 februari 2008 definitief aangewezen. Het beschermd gezicht beslaat een oppervlakte van 10 hectare.
Panden die binnen een beschermd gezicht vallen krijgen niet automatisch de status van beschermd monument. Wel zal de gemeente het bestemmingsplan aanpassen om nieuwe ontwikkelingen in het gebied te reguleren. De gezichtsbescherming richt zich op de stedenbouwkundige en cultuurhistorische waardering van een gebied en wil het toekomstig functioneren daarvan veiligstellen.